# Бернське високогір'я

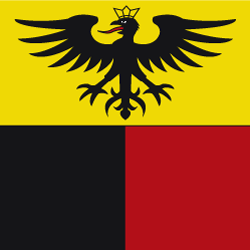
Прапор Бернського високогір'я

Бернське високогір'я (нім. Berner Oberland) — високогірні частини кантону Берн у Швейцарії. Охоплює регіон довкола Тунського та Брієнцького озер та долини й гори на південь від них до кордоном із кантоном Вале. Через свою природну красу ця частина Швейцарії є одним з найпопулярніших туристичних місць в країні.

## Історія
Назва Бернське високогір'я походить від створення в 1798 році Наполеоном Бонапартом кантону Оберланд зі столицею в місті Тун. І хоча вже через 5 років в 1803 році цей кантон було приєднано до кантону Берн самим Наполеоном за Актом посередництва, у мешканців регіону залишилось відчуття приналежності до «оберландців», особливої спільності в межах кантону.

## Прапор Бернського високогір'я
Прапор Бернського високогір'я було розроблено архітектором Б.фон Родтом та офіційно визнано Радою кантону Берн 29.05.1953.

## Географія

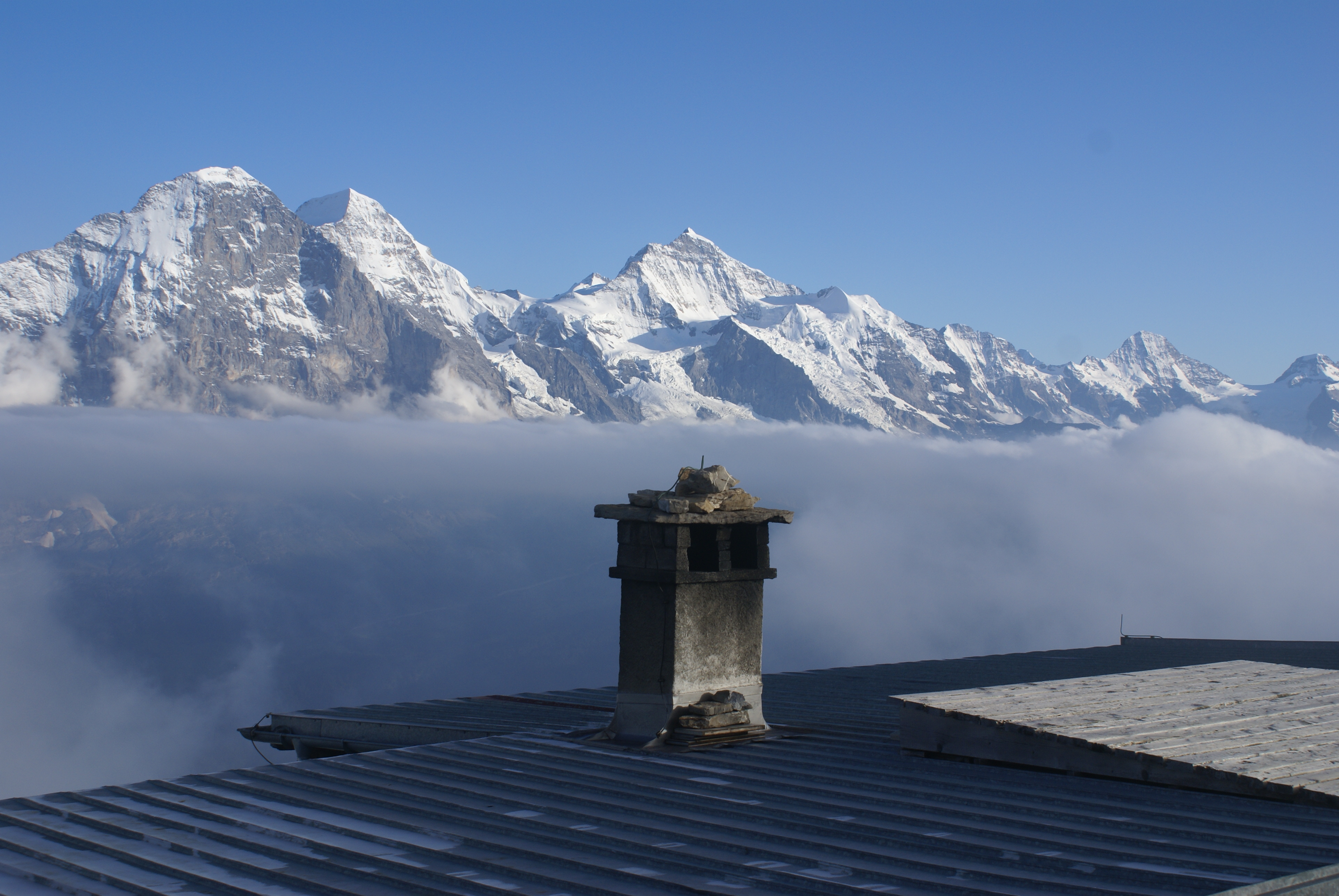
Гори Айгер, Мьонх та Юнгфрау

Бернське високогір'я прорізане багатьма долинами, які спускаються від основної гряди Бернських Альп у північному напрямку. Вода, що стікає з гір по цих долинах, через струмки та річечки попадає в Ааре, що починається на сході Бернського високогір'я, а потім тече по півночі цього регіону через озера Брієнц та Тун. На північному заході піднімається масив Штокгорну з Бернського передгір'я (нім. Berner Mittelland). Льодовики покривають лише основну гряду Бернських Альп.
Бернське високогір'я охоплює річковий басейн та долини альпійської частини Ааре та її приток на півдні кантону Берн, а також Зааненланд (Гштаад, Заанен), яка примикає до регіону з заходу та чиї долини відкриваються не до річкового басейна Ааре, а в кантони Во та Фрібур. Лінія від Генталю через Майрінґен, Гроссе Шайдегг та Кляйне Шайдегг, Зефіненфурге, Хохтюрлі, Кандерштег, Адельбоден до Ленку ділить Бернське високогір'я на північну передальпійську зону, в якій жодна вершина не перевищує 3 000 м.н.м., та південну альпійську зону, чия найвища вершина Фінстерааргорн досягає 4 274 м.н.м.
Для Альп зі сторони кантону Берн характерні різки обриви з північної сторони, особливо виражені на Північній стіні Айгеру, яка при горизонтальній відстані 5 км падає у висоті на 3 км. Більшість високих гір належить до автохтонного масиву Аар, який закінчується на заході неподалік від Блюмлісальп. З півночі до нього примикає вузька вапнякова зона. Гори біля озера Брієнц та у передальпійській зоні належать до гельветичної системи та складаються частково з крейди, частково з флішу. Гори Нісен та Штокгорн на захід від озера Тун належать до Фрібурських Передальп (складаються з брекчії).

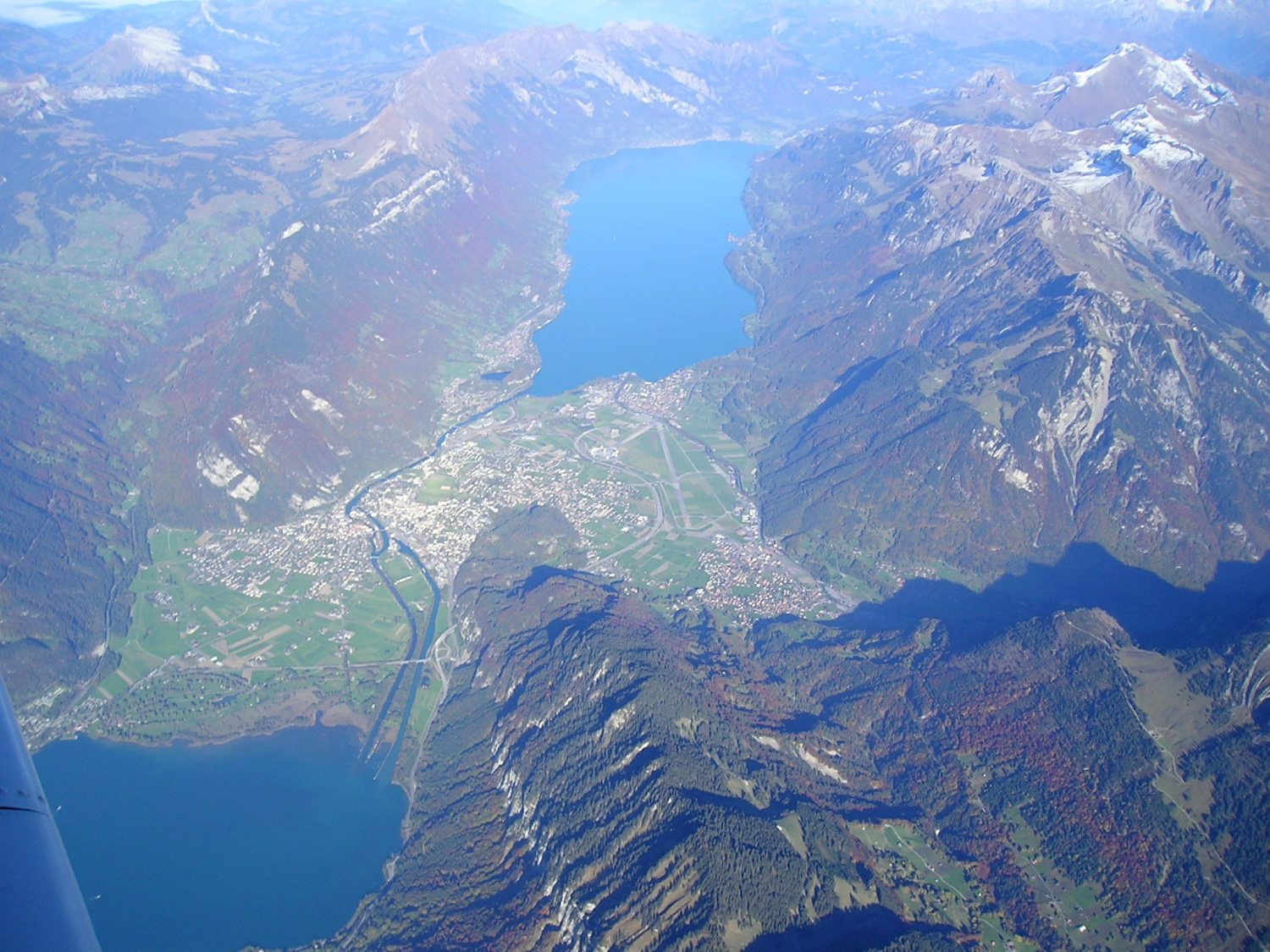
Бьоделі — долина між озерами Тун та Брієнц. Видно місто Інтерлакен та річку Ааре, яка витікає з озера Брієнц та впадає в Тун

Льодовики останніх декількох льодовикових періодів розрізали Бернське високогір'я на шматки — для нього характерні глибокі терасовані долини у формі латинської букви U (наприклад долина Лаутербруннен), спрямовані відкритим кінцем в напрямку озер Тун та Брієнц, що завдячують своїм існуванням Аарському льодовику. Його язики у часи заледеніння сягали від Іннерткірхену/Майрінґену до околиць Берну та утворили долини, які потім частково були засипані породою та осадами та утворили рівнини між Майрінґеном та Брієнцом, Бьоделі (довкола Інтерлакена, розділяє озера Тун та Брієнц), між Туном та Берном,.
Жодна з долин регіону не є перетинає основну гряду Бернських Альп, тому вони не мають транзитного значення для шляху на південь.
Основні гори південної, альпійської зони регіону (Бернські Альпи):
- Фінстерааргорн (4 274 м.н.м., найвища гора Бернського високогір'я)
- Юнгфрау (4 158 м.н.м.)
- Мьонх (4 107 м.н.м.)
- Айгер (3 970 м.н.м.)
- Блюмлісальп (Блюмлісальпгорн — 3 664 м.н.м., Віссі Фрау — 3652 м.н.м., Моргенгорн — 3 626 м.н.м.)
- Вільдштрубель (3 243,5 м.н.м.)

Основні гори північної, передальпійської зони регіону:
- Шільтгорн (2 970 м.н.м.), разом з панорамним рестораном на вершині «Піц Глорія», де знімались сцени з фільму про Джеймса Бонда «На секретній службі Її Величності»
- Фаульгорн (2 681 м.н.м.)
- Брієнцький Ротгорн (2 350 м.н.м.)
- Моргенберггорн (2 249 м.н.м.)

## Окремі регіони та місця
- долина Гаслі з Майрінґеном, Гаслібергом, Іннерткірхеном
- озеро Брієнц з Брієнцом, Рінггенбергом, Ізельтвальдом
- регіон Юнгфрау з Грінделвальдом, Венгеном, Мюрреном, долиною Лаутербруннен з її водоспадами
- долина Бьоделі з Інтерлакеном, Маттеном, Вільдерсвілем, Бьонігеном
- озеро Тун містами Тун, Шпіц та Беатенберг
- Фрутигланд mit Адельбоденом, Фрутігеном, Кандерштегом та Кінталем
- долина Зімменталь з Ленком та Цвайзімменом
- Зааненланд із Гштаадом

## Туризм

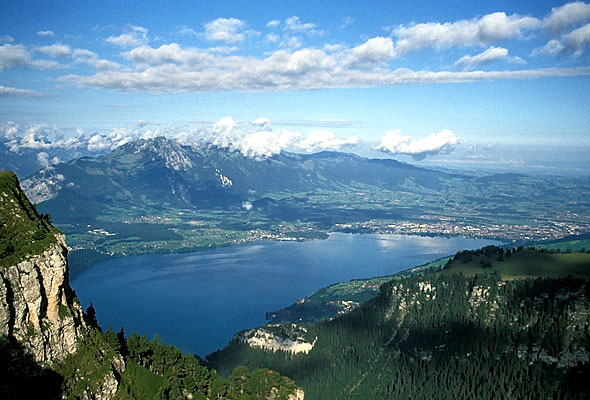
Вид з Нідергорну на місто та озеро Тун

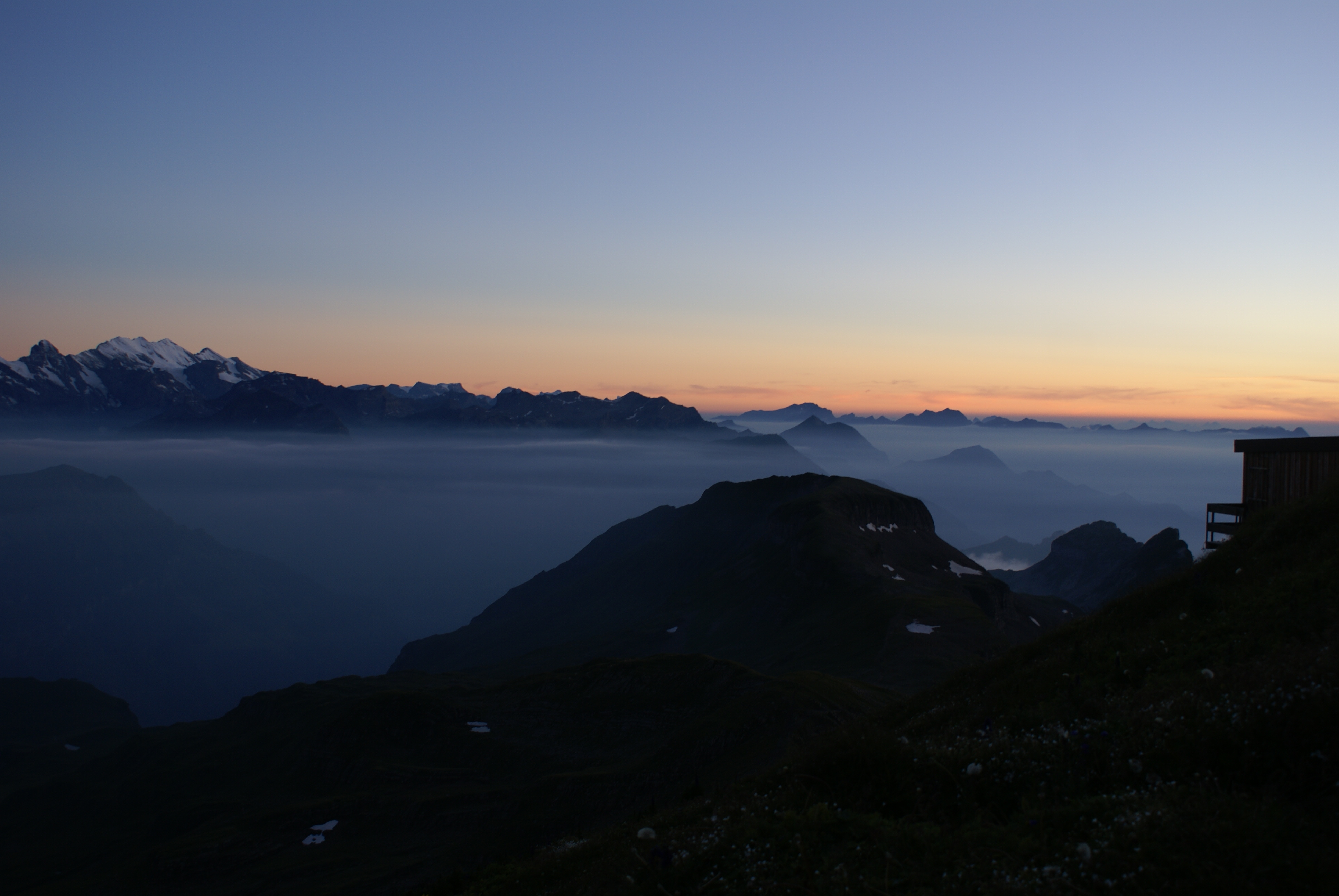
Вид з Фаульгорну на гори Бернського високогір'я

Воротами до Бернського високогір'я є місто Тун, однак вихідними пунктами для туризму є в першу чергу міста Шпіц та Інтерлакен. Туризм в цих місцях почався досить рано і спочатку був пов'язаний з підкоренням гір у 19 сторіччі, однак потім популяризований через літературу. Туристичні містечка регіону розташовані і внизу долин, і на вході до них, і на терасах долин, а також на берегах озер Тун та Брієнц.
Головна гряда Бернських Альп все ще створює перепони для поїздок на південь, так з регіону через Альпи існують лише декілька автомобільних доріг через перевали, які відкритті лише влітку, найважливіші з них — перевали Зустен та Грімзель, які пов'язують регіон з долиною річки Ройс в кантоні Урі та з Гомсом в кантоні Вале. Цілорічно відкритий перевал Брюніг пов'язує регіон з центральною Швейцарією. Території довкола озер Тун та Брієнц можна дістатися з Берну швейцарським автобаном 6, який в місті Тун переходить в автобан 8, прокладений по південним берегам обох озер до перевалу Брюніг в напрямку міста Люцерн.
Залізничне сполучення пов'язує Тун та Шпіц з Берном, а лінія Montreux-Oberland-Bahn (MOB) сполучає його з регіоном Женевського озера. З регіону на південь через Бернські Альпи залізницею можливо дістатися через Лечберзький тунель, а з 2007 року — і через Лечберзький базисний тунель.
З огляду на популярність регіону у туристів, багато гір на початку 20-ст. стали доступними завдяки гірським (зубчастим) залізницям, серед них вершини Нісен, Брієнцький Ротгорн, Шільтгорн та Юнгфрау. Пізніше було побудовано і багато підйомників, фунікулерів та канатних доріг. Фунікулер на Веттергорн був першим фунікулером в Швейцарії (з 4-х станцій було побудовано тільки одну, а з 1918 року він припинив роботу). Від Грінделвальду на Меннліхен веде найдовша гондольна канатна дорога світу, Gondelbahn Grindelwald-Männlichen.